# Enrico Mizzi
Enrico Mizzi (20 septembre 1885 - 20 décembre 1950), plus connu sous le nom de Mizzi Nerik, était un homme politique maltais, chef du parti nationaliste et Premier ministre de Malte. 

## Biographie
Mizzi est né à La Valette le 20 septembre 1885, fils de Fortunato Mizzi et de  Maria Sofia Fogliero de Luna. Il a fait ses études au séminaire de Gozo, Flores collège, et à l'université de Rome. Il meurt le 20 décembre 1950, seulement trois mois jour pour jour après sa prise de fonction, devenant ainsi l'unique premier ministre maltais à mourir en exercice.

## Liens
- Notices dans des dictionnaires ou encyclopédies généralistes :   - Enciclopedia De Agostini
  - Treccani
- Notices d'autorité :   - VIAF
  - ISNI
  - BnF (données)
  - LCCN
  - GND
  - WorldCat